# Korsbæk (Thy)
 For alternative betydninger, se Korsbæk. (Se også artikler, som begynder med Korsbæk)
Korsbæk er et vandløb i Gøttrup Sogn, Fjerritslev Kommune (1970), Jammerbugt Kommune (2007), Region Nordjylland